# Carlos Bianchi
Carlos Bianchi (Buenos Aires, 26 de abril de 1949) es un exfutbolista, exentrenador y exdirector deportivo argentino. Se destacó como uno de los más prolíficos delanteros argentinos de su época, marcando récords en Argentina y en Francia, pero sería aún mejor reconocido por su trayectoria como director técnico, entrenando en gran parte a los clubes Vélez Sársfield y Boca Juniors, y volviéndose uno de los más exitosos en la historia del fútbol sudamericano.
Como jugador, se desempeñaba como delantero centro. Luego de formarse futbolísticamente en Vélez, debutaría en el Fortín en 1967. Tras obtener el Torneo Nacional de 1968, Bianchi tendría una irrupción goleadora impresionante, al coronarse como máximo goleador del Nacional de 1970 y el Metropolitano de 1971. Debido a sus impresionantes actuaciones en Argentina, Bianchi emigraría a Francia, específicamente al Stade de Reims, en donde fue el máximo goleador de la Ligue 1 en tres de las cuatro temporadas que disputó. Luego de un corto paso por el Racing de Estramburgo, Bianchi ficharía por el Paris Saint-Germain, en donde volvería a colocarse como el máximo goleador de la liga en las dos temporadas que estuvo con el conjunto parisino. En 1980 volvería a Vélez, donde sería el máximo goleador del Nacional 1981, para acabar retirándose en Reims en 1985.
Como entrenador, apodado «El Virrey», Bianchi inició entrenando en Francia al Reims y al Niza antes de llegar a Vélez Sarsfield en 1993, donde el club vivió la etapa más exitosa en su historia, al obtener un total de seis títulos oficiales: tres de ellos locales (Apertura 1995, y Clausuras 1993 y 1996) y tres internacionales (Copa Libertadores 1994, Copa Intercontinental 1994 y Copa Interamericana 1996). Tras un fallido paso por la Roma de Italia, en 1998 llegó al banquillo del Club Atlético Boca Juniors, donde permaneció en dos exitosas etapas (1998-2001 y 2003-2004), en las que el club ganó nueve títulos: cuatro locales (Aperturas 1998, 2000 y 2003, y Clausura 1999) y cinco internacionales (Copas Libertadores 2000, 2001 y 2003, y Copas Intercontinentales 2000 y 2003) Debido a sus impresionantes éxitos en Argentina, en donde llevó a dos clubes a ser campeones del mundo, Bianchi es considerado uno de los mejores directores técnicos de todos los tiempos, además de ser el segundo director técnico argentino más ganador, con 15 títulos (solo por detrás de Helenio Herrera con 16). Bianchi tendría una corta etapa como entrenador del Atlético de Madrid antes de volver a Boca Juniors para un tercer ciclo en 2013. Sin embargo, esta etapa no sería tan exitosa como las dos anteriores, lo que forzó a su destitución en 2014. Es el entrenador más exitoso en la historia del club xeneize, con nueve títulos conseguidos.
Es el segundo futbolista argentino que más goles ha convertido en torneos de Primera División (solo por detrás de Lionel Messi), con 385 tantos en 546 partidos, además de ser el máximo goleador histórico de Vélez. Fue reconocido como el entrenador del año en Sudamérica en 5 oportunidades (1994, 1998, 2000, 2001 y 2003). Es el entrenador más ganador de la Primera División de Argentina, al obtenerla en siete ocasiones, de la Copa Libertadores de América, al ganarla en cuatro ediciones, y de la Copa Intercontinental, habiéndola ganado hasta tres veces. Además, posee el récord de más partidos como invicto en liga, al dirigir 40 partidos sin tener ninguna derrota entre 1998 y 1999.

## Biografía
Criado en una familia de clase media, su padre trabajaba en un puesto de ventas de periódicos en el que Carlos lo ayudaba, hasta que debutó como jugador en la primera división de Vélez Sarsfield. Durante su infancia y adolescencia, Carlos asistió a un colegio católico. Tiene dos hermanos, Eduardo Rubén (13 años menor que él) y María Alicia (5 años menor que él). En 1972 se casó con Margarita María Pilla, con quien tuvo a sus hijos Mauro Carlos y Brenda, esta última casada con el exfutbolista y entrenador Eduardo Domínguez.
Desde su etapa como entrenador en Vélez Sarsfield, se lo conoce con el sobrenombre “Virrey de Liniers", bautizado así por el periodista deportivo Víctor Hugo Morales. El motivo se fundamenta en haber surgido futbolísticamente y obtenido importantes títulos como jugador y técnico en "El Fortín" (apodo dado al Club Atlético Vélez Sarsfield), ubicado en el barrio porteño de Liniers, alusivo al Virrey Liniers, quien estaba al mando del Virreinato del Río de la Plata hacia principios de 1800.

## Carrera de futbolista

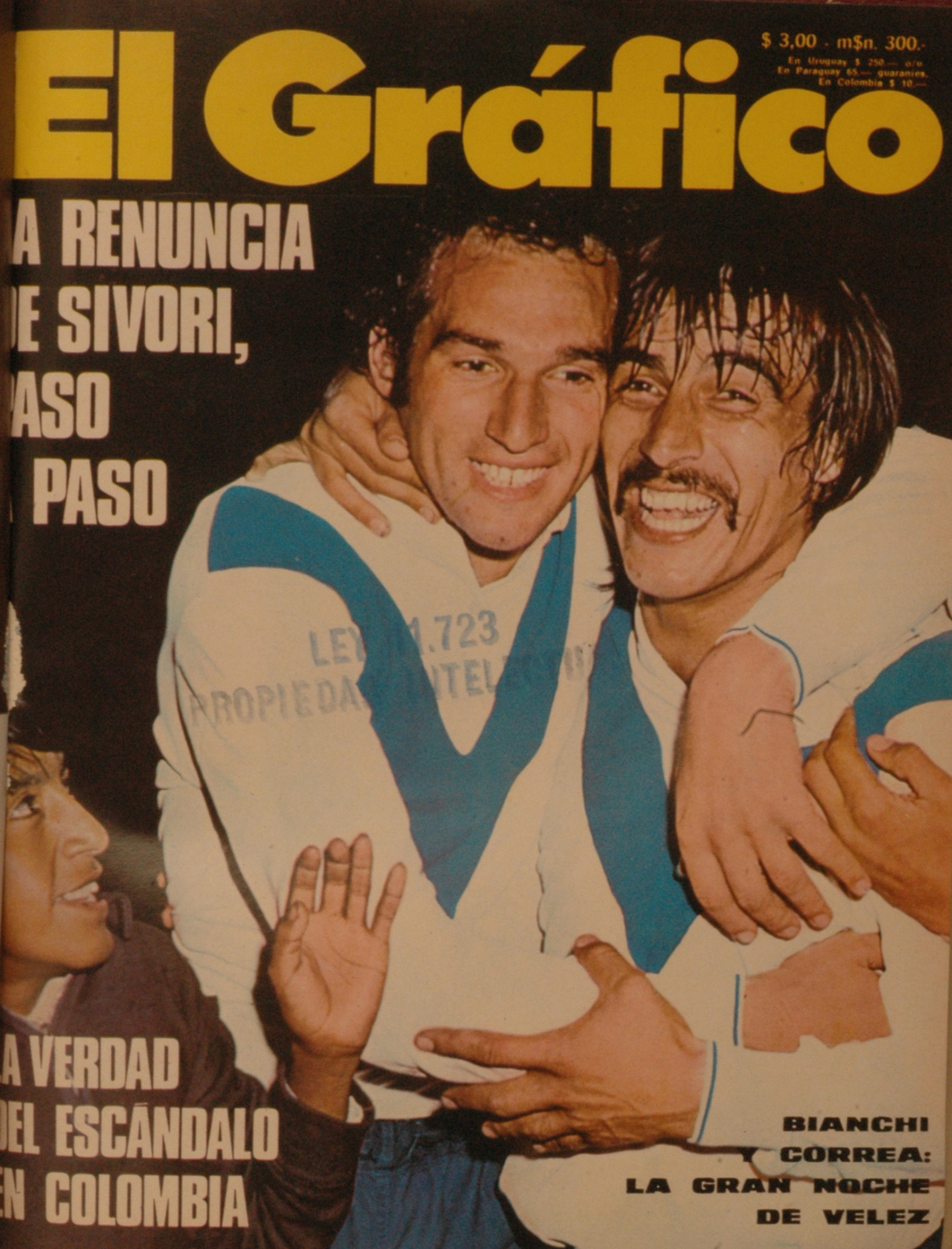
Carlos Bianchi y Correa en Vélez en 1973.

### Inicios en Vélez Sarsfield (1967-1973)
Al igual que muchos futbolistas argentinos profesionales, los orígenes de Carlos Bianchi se dieron en el baby fútbol. Bianchi empezó jugando en el club Ciclón de Jonte. Este club servía como una sucursal para Vélez Sarsfield. Mientras Carlos transitaba la pre-novena, Osvaldo Bottini descubrió al joven delantero y lo llevó a las categorías inferiores del Fortín. El ascenso de Carlos durante las inferiores de Vélez fue rápida, llegando a tercera con 16 años.
Su debut con el equipo profesional se produjo a los 18 años, gracias al entrenador Victorio Spinetto, el 23 de julio de 1967, en un empate con el Club Atlético Boca Juniors (1-1). No logró convertir y continuó lo que restaba el Campeonato Metropolitano como suplente.

Un año más tarde, ya con Manuel Giúdice como técnico, logró convertir su primer gol ante Argentinos Juniors en una goleada 4 a 2 el 7 de julio de 1968 en cancha de Atlanta, al arquero Luis López. Una semana más tarde, le anotó el gol del empate a River Plate en el Monumental, que además quebraba la marca de 769 minutos sin recibir goles de Amadeo Carrizo.
"Amadeo siempre será un referente. Es el más grande jugador de fútbol que vi en mi vida" Bianchi sobre Carrizo tras el partido.
Con apenas 19 años integró el plantel profesional que ganó el histórico Torneo Nacional de 1968, el primer campeonato en la historia de Vélez, en un triangular que el Fortín disputó contra Racing Club y River. A pesar de no ser un titular frecuente, El Virrey jugó en 11 partidos de los 17 que se disputaron, con 7 goles marcados. Además disputó los últimos 45 minutos en la victoria del campeonato ante Racing el 29 de diciembre. A pesar de haberse clasificado para la Copa Libertadores, tanto Vélez como River, decidieron no participar de la Copa debido a que daba pérdidas en cuanto a ingresos de dinero. Debido a esto, Giúdice renunció como técnico y el histórico equipo de Vélez se desarmó.
Sus buenos rendimientos y una seria lesión de Omar Wehbe le abrieron las puertas para hacerse con la titularidad definitiva en el primer equipo. En el Torneo Nacional de 1970 se coronó por primera vez como el máximo goleador de un campeonato, con 18 goles. En el Campeonato Metropolitano de 1971 tuvo la histórica marca de 36 goles en 36 partidos.

### Arribo a Francia y años en el Reims (1973-1977)

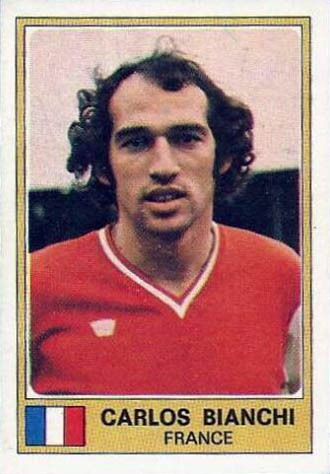
Ficha de Carlos Bianchi en Reims. 1976.

En 1971, Robert Marion, uno de los históricos dirigentes del Stade de Reims, llevó a Delio Onnis a Reims después de un viaje a Argentina y dos años después, fue el turno de Bianchi de emigrar a Francia. Al no hablar francés, el acuerdo entre los dos hombres se hizo en blanco y al día siguiente Vélez vence al campeón defensor de Argentina, San Lorenzo, con un marcador de 4 a 1, incluido un triplete de Carlos Bianchi. El francés creía que el arribo del argentino aumentaría las apuestas por el equipo de cara a la temporada. Bianchi recuerda este episodio al declarar: "Había dado mi palabra. Los clubes españoles, sin embargo, me ofrecieron tres o cuatro veces más”.
Bianchi llega a un Reims que había sufrido un descenso a la segunda división en la década de 1960 y que ya no es el "Grand Reims" de Just Fontaine o Raymond Kopa. Sin embargo, el club tiene un nivel lo suficientemente bueno como para permitirle estar regularmente en la parte alta de la clasificación de Primera División, sin clasificar a las competencias principales. La primera temporada del argentino termina con un sexto lugar colectivo pero personalmente, con una coronación de máximo goleador del campeonato con 30 logros. En agosto de 1974, durante la segunda fecha del campeonato, marcó los 6 goles de la victoria del Stade de Reims contra el PSG (6-1). Fue víctima, durante su segunda temporada en el club, de una fractura de tibia-peroné durante un partido amistoso en el Parc des Princes en un Reims-Paris FC contra el Barcelona, un partido "organizado para periodistas" según el propio Carlos Bianchi, mientras que el Stade de Reims ocupaba el primer lugar en el campeonato de primera división. Su reemplazo, Ove Eklund, solo pudo marcar un gol. En la temporada 1975-76, Bianchi volvió a terminar como máximo goleador con 34 goles. La temporada 1976-77 fue dolorosa para el club, que conocía desde hace tiempo los temores de la segunda mitad de la tabla, para terminar finalmente undécimo, así como la desilusión de una derrota en la final de la Copa de Francia en la que Bianchi no participó. A pesar de todo, se lleva una tercera coronación del máximo goleador con 28 goles. Como el club no goza de buena salud financiera, Bianchi es transferido al Paris Saint-Germain.

#### Dos veces máximo goleador del campeonato (1977-1979)

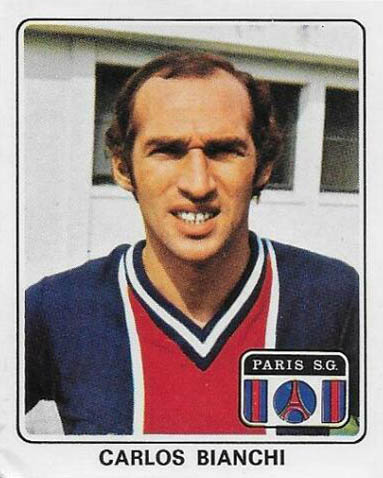
Cromo de Bianchi para la famosa revista Panini. 1979.

Cruzó las orillas del Río Sena en el verano de 1977 para debutar con el PSG. Su primera temporada fue memorable ya que marcó 37 goles en 38 partidos de liga y se convirtió en el cuarto máximo anotador. También es designado como "Mejor jugador del campeonato". La siguiente temporada es una réplica exacta en la que nuevamente es coronado como el mejor jugador y máximo goleador con 27 goles.

Individualmente el Virrey era coronado con éxito, sin embargo su palmarés en Copas no se expande en París. Esto era por el hecho de que el PSG no tenía ni diez años de vigencia y era un club en construcción que no podía ganar trofeos, como lo demuestran sus posiciones como undécimo y decimotercero obtenidos en el campeonato. Por estas razones, Bianchi deja París para jugar con el campeón defensor, el Racing Club de Estrasburgo en 1979.
"El París de la época en que yo jugaba era más modesto y dotado de menos poder ofensivo; pero hice 37 goles en 38 partidos de liga en mi primera temporada. Tenía olfato, sabía dónde iba a caer la pelota. Es que ser goleador era mi vida" Bianchi sobre el PSG de esa época.

#### Una mala temporada (1979-1980)
Bianchi ficha por el Racing de Estrasburgo, donde curiosamente coincide con Arsène Wenger y Raymond Domenech. Sin embargo no vuelve a su rendimiento habitual durante esta temporada en Alsacia, debido a un mal entendimiento con el entrenador Gilbert Gress. Anotó 8 goles en 22 partidos de liga y terminó quinto con su club al final de la temporada. El curso en la Copa de Campeones de Europa 1979-80, durante el cual marcó tres goles en tres juegos, termina en los cuartos de final.

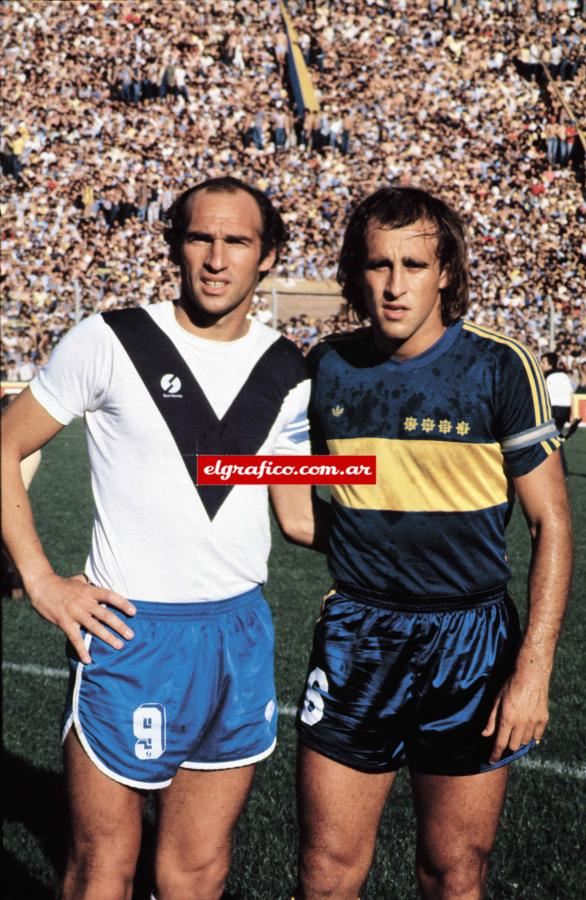
Bianchi en sus últimos años en Vélez, posando junto a la leyenda de Boca Roberto Mouzo.

### El retorno a Vélez Sarfield (1980-1984)
Al finalizar la temporada, regresó a su país en 1980 para jugar por Vélez Sarsfield, siendo por tercera oportunidad máximo goleador de la liga argentina, en el Nacional 1981, con 15 conquistas. Sus últimos partidos en Vélez Sarsfield los jugó en el Metropolitano de 1984, y se retiraría definitivamente el 1 de julio de 1984 en una derrota 2 a 1 ante Boca Juniors en el José Amalfitani. "Carlitos" Bianchi jugó 324 partidos y convirtió 206 goles con la camiseta de sus amores, coronándose como el máximo goleador histórico del Fortín.

### Retiro en la Segunda División francesa (1985)
Cinco años después de su partida de Paris Saint-Germain, Bianchi regresa a Francia para el comienzo de la temporada 1984-1985 en el club francés que lo vio brillar: el Stade de Reims. El presidente Bazelaire quería abandonar la segunda división y el regreso reforzó el optimismo en el ambiente. A pesar de un comienzo impresionante en la liga, el club de Reims y su anotador estrella mostraron limitaciones. Bianchi ya no era tan eficiente y, a pesar de la solidez defensiva, el equipo permaneció en mitad de la tabla de posiciones. El argentino termina su carrera en D2 después de una temporada con 8 goles para él, un modesto 12 ° lugar y cuatro meses como entrenador-jugador.
La siguiente temporada, Bianchi se convierte en el entrenador de equipo completo y comienza una nueva página en su carrera.

## Selección Argentina
Tras sus buenas participaciones en el campeonato argentino, Juan José Pizzuti, el entrenador de la Selección Argentina en ese momento convocó a Bianchi por primera vez el 22 de octubre de 1970 en un empate ante Paraguay en Asunción. A partir de ahí solamente disputaría 14 encuentros en el combinado nacional, anotando 7 goles.

## Estilo de juego y números como futbolista
Bianchi es considerado uno de los mejores delanteros argentinos de todos los tiempos, debido a sus impresionantes registros goleadores que obtuvo tanto en Francia como en Argentina. Es el máximo goleador en la historia de Vélez Sarsfield, con 209 goles, y el 10.º en el fútbol argentino. Es también con sus 179 goles el 9.º máximo artillero en la historia de la Liga Francesa. Tras su retiro, Bianchi es reconocido por la FIFA como el segundo futbolista argentino más goleador en la historia de los torneos de Primera División del mundo al anotar 385 goles (209 en Argentina, 179 en Francia, solo superado por Lionel Messi (más de 400 goles) aún en actividad, pero superando a Di Stefano (377 goles), Onnis (363 goles) y Labruna (296 goles).
Como jugador, Bianchi era destacado principalmente por su excelente posicionamiento y técnica dentro del área, sumado a su potente remate en ambas piernas y su increíble precisión para disparar al arco, que lo hacían uno de los delanteros más letales de su época. Su rol era descrito como un artillero del área, donde su principal función era jugar en el área rival, crear espacios para sus compañeros, y anotar casi todas las pelotas que le llegaban. El Gráfico lo describió como un delantero que tenía valentía, entrega, y profesionalismo, algo que más tarde el propio Bianchi intentaría transmitir a sus jugadores como entrenador.

## Carrera como director técnico

### Inicios en Francia (1985-1990)
Bianchi hizo su debut como entrenador en marzo de 1985 en Stade de Reims y estuvo durante tres temporadas en D2, sin lograr el ascenso y con los resultados de dos lugares en cuarta posición. Sin embargo, logró que el equipo alcanzara las semifinales de la Copa de Francia en dos oportunidades, en 1987 y 1988, demostrando ya sus virtudes en partidos mano a mano. Luego llegó su oportunidad en Ligue 1 cuando lo nombraron al banco del OGC Nice durante 24 juegos de liga entre octubre de 1989 y junio de 1990, en los cuales logró salvarle del descenso terminando en el decimoctavo lugar en el campeonato. En el partido de desempate, Bianchi volvió a reencontrarse contra su exclub Racing de Estrasburgo, quien contaba en sus filas a dos jugadores que luego se proclamarían campeones en el Mundial de Francia 1998, como eran Youri Djorkaeff y Frank Leboeuf. En la ida, el Niza perdió 3-1. En la vuelta, Bianchi preparó a un habilidoso extremo yugoslavo llamado Milos Djelmas, quien contaba con muy pocos minutos en la temporada, para jugar el partido de vuelta. En el primer tiempo, Niza ya ganaba 4 a 0. En el entretiempo, Bianchi advirtió al equipo que debía continuar atacando ya que todavía no estaba asegurada la clasificación. Niza acabó ganando el desempate por 6 a 0 y se aseguró la permanencia a Primera División. Luego de anunciarle al presidente que no iba a continuar al cargo, a pesar de haber firmado contrato por 3 años, Bianchi regresó a París para emerger como director deportivo en París FC, cargo al cual estuvo entre 1991 y 1992.

### Regreso a Argentina y a Vélez como entrenador (1993-1996)

#### Campeón tras 25 años y conquista de América y el mundo (1993-1994)
Tras sus años de experiencia en Francia, el 29 de diciembre de 1992 volvió a su país nuevamente para dirigir al club de sus raíces. Carlos Bianchi debutó como entrenador de Vélez Sarsfield el 21 de febrero de 1993 por la primera fecha del Torneo Clausura 1993 de la Primera División Argentina, con una victoria 2 a 0 al Deportivo Español con dos goles de Omar "Turco" Asad. Reemplazando a Eduardo Luján Manera, heredó un equipo que había adquirido refuerzos como José Luis Chilavert, Roberto Trotta y José Basualdo. Sumado a su apuesta por talentos juveniles como el Turco Asad y Marcelo Gómez, Vélez acabó coronándose campeón del Clausura, tras un empate 1-1 ante Estudiantes de La Plata por la anteúltima fecha, y Bianchi volvía a participar en un título en el club después de 25 años de sequía. Para la siguiente temporada y con un equipo mucho más conformado, Bianchi propuso como su principal objetivo la Copa Libertadores 1994, pero al iniciar recién al siguiente año, disputó el Apertura ante River Plate palmo a palmo. Sin embargo, debido al retraso del torneo y la disputa de las últimas fechas en los primeros meses de 1994, y como el equipo debutaba en Libertadores, Bianchi decidió poner suplentes y acabó perdiendo el torneo, una decisión controversial pero que luego le terminó dando la derecha al entrenador.
En su regreso a la competencia internacional luego de 14 años, Vélez encaraba una dura fase de grupos al toparse con Boca Juniors, Palmeiras y Cruzeiro. A pesar de que muchos pensaban que el Fortín era el principal candidato a quedar eliminado, Vélez ganó la zona con total autoridad, clasificándose como cabeza de grupo. En el camino a la final fueron dejando a Defensor Sporting, Minervén, y Atlético Junior en una angustiante semifinal que acabó definiéndose por penales y con Vélez haciendo historia al llegar a su primera final en la competencia. En la gran final, acabaron topándose con el mítico São Paulo de Telé Santana, bicampeón de América y del mundo. En la ida, Vélez se impuso como local con un solitario gol de Asad. En la vuelta, y a pesar de la lesión a último momento de Víctor Sotomayor, un baluarte de la zaga, Bianchi se plantó con cinco defensores y forzó los penales, en los cuales Chilavert fue figura atajando uno. Roberto Pompei convirtió el definitorio y le dio a Vélez el primer título internacional en su historia, coronándolo como el mejor equipo de América y llevándolo a disputar la mítica Copa Intercontinental en Japón. Bianchi en ese mismo partido acabó expulsado, al quejarse por la tarjeta roja a Raúl Cardozo e insultándole al árbitro diciéndole "sos el único uruguayo que conozco que no tiene huevos" (en referencia a que no tenía valor/audacia).
En el segundo semestre, con el equipo ya coronado como uno de los mejores del mundo, tuvo el mejor arranque en su historia por el Torneo Apertura 1994, ganando 7 partidos de 8 fechas, con 5 victorias consecutivas en los primeros 5 partidos. Sin embargo, por culpa de los preparativos para la final del mundo, el rendimiento del equipo decayó y acabó 3.er lugar. Previo al partido de la Intercontinental, Bianchi analizó a su rival, el temible Milan de Fabio Capello liderado por Paolo Maldini y Franco Baresi, que venía de apabullar al Barcelona de Johan Cruyff por la añeja Copa de Europa con un 4-0. "Mejor que ese partido no van a jugar" fue la primera conclusión del técnico velezano. Durante el partido, Vélez aguantó los ataques de los italianos y, en el segundo tiempo, un inesperado penal convertido por Trotta y, siete minutos después, un golazo de Asad, le dieron la ventaja a los argentinos por 2-0, que acabaron sosteniendo el resultado y convirtiéndose en los nuevos campeones del mundo.

#### Bicampeón nacional y marcha (1995-1996)
Tras ser electo como entrenador del año en Sudamérica, Bianchi continuó al mando del plantel argentino en busca de expandir la gloria del club. Tuvo un gran inicio en el Clausura 1995, pero luego de perder la Recopa Sudamericana contra Independiente, sumado al desgaste de viajar de nuevo a Japón, cansó al equipo y acabó nuevamente 3.º. Para la temporada 1995/96, Bianchi ficha a Marcelo Herrera de Gimnasia y Tiro de Salta y afianza a varios canteranos como Claudio Husain o Fernando Pandolfi para fortalecer al equipo. En el Apertura 1995, tuvo otro gran arranque con cuatro victorias en las primeras cinco jornadas, pero luego perdió tres partidos seguidos y Boca le quitó el liderazgo. En busca de definir la punta, Vélez se recuperó, pero perdió 1 a 0 en La Bombonera y Boca se alejó. En ese momento Carlos declaró: "hay que hacer cartón lleno" y sus jugadores no lo defraudaron. El Fortín triunfó en los últimos seis encuentros y consiguió el liderazgo, sumado al declive de Boca. El 17 de diciembre, con un rotundo 3 a 0 a Independiente, Vélez volvió a consagrarse campeón del fútbol argentino, marcando el cuarto título durante la estadía de Bianchi en el club.
En febrero de 1996, Vélez y Bianchi volvían a conquistar otro título internacional al ganarle al  Sport Cartaginés de Costa Rica la Copa Interamericana, con dos goles de José Flores. En el Clausura 1996; luego de un comienzo regular, Vélez arrasó en el torneo con victorias memorables como el 3 a 2 a River en el último minuto, (donde Chilavert previamente convirtió un golazo de tiro libre de 60 metros), o las goleadas 5 a 1 a Boca y a Lanús (quien peleaba el torneo). En la fecha 15, Bianchi es contratado por la Roma de Italia para convertirse en su nuevo entrenador, y tuvo su emotiva despedida en el Estadio José Amalfitani, colmado por 50.000 personas. Las últimas cuatro fechas, dirigidas por Osvaldo Piazza, coronaron a Vélez como el primer equipo bicampeón en la historia de los torneos cortos, y el sexto y último título de la estadía de Bianchi en Liniers. En total dirigió 164 partidos, con 82 victorias, 50 empates y 32 derrotas.
Es considerado uno de los máximos ídolos en la historia centenaria del Club Atlético Vélez Sarsfield, por lo logrado como "hincha", jugador y director técnico de la institución.

Yo dije que era hincha de Vélez. Yo nací ahí, sé cuánto lo quiero y sé que también no tengo que equivocarme en los sentimientos. El profesional tiene que saber que no se tiene que confundir. Yo, el día que deje de trabajar, voy a seguir yendo a ver a Vélez. Es mi barrio, me da placer cuando voy". (Carlos Bianchi, Conferencia de Prensa, 2013)

### Primervirreinatoen Boca Juniors (1998-2001)
Bianchi dio su paso definitivo a Europa en Italia cuando fichó por la Roma para la temporada 1996/97. Sin embargo, al Virrey no le iría bien. Intentó reforzar al equipo con uno de sus jugadores clave en su etapa en Vélez como fue Roberto Trotta, pero este apenas disputó 6 partidos con La Loba. Bianchi no llegó a terminar la temporada en Italia, acabando en 12° puesto en la tabla.
Luego de dedicarse como comentarista para el Mundial de Francia 1998, Bianchi se dispuso a regresar a Argentina para dirigir a Boca Juniors, dirección que previamente había sido rechazada por Daniel Passarella —el predilecto por el presidente Mauricio Macri— y que venía de una época negra con muchas desilusiones. Durante su primera pretemporada en Tandil, Bianchi tenía la pesada tarea de reconstruir un equipo que venía teniendo muchos problemas de vestuario. Con mucha polémica, Bianchi se deshizo de Claudio Cannigia, Néstor Fabbri y Diego Latorre. Salvo la venta de Nolberto Solano que trastocó sus planes, el Virrey fichó a un desconocido Hugo Ibarra, y pidió el retorno de José Basualdo, a quien había dirigido en Vélez. Con ellos, se sumaron Antonio Barijho, Walter Samuel y José Pereda para rellenar plantel.

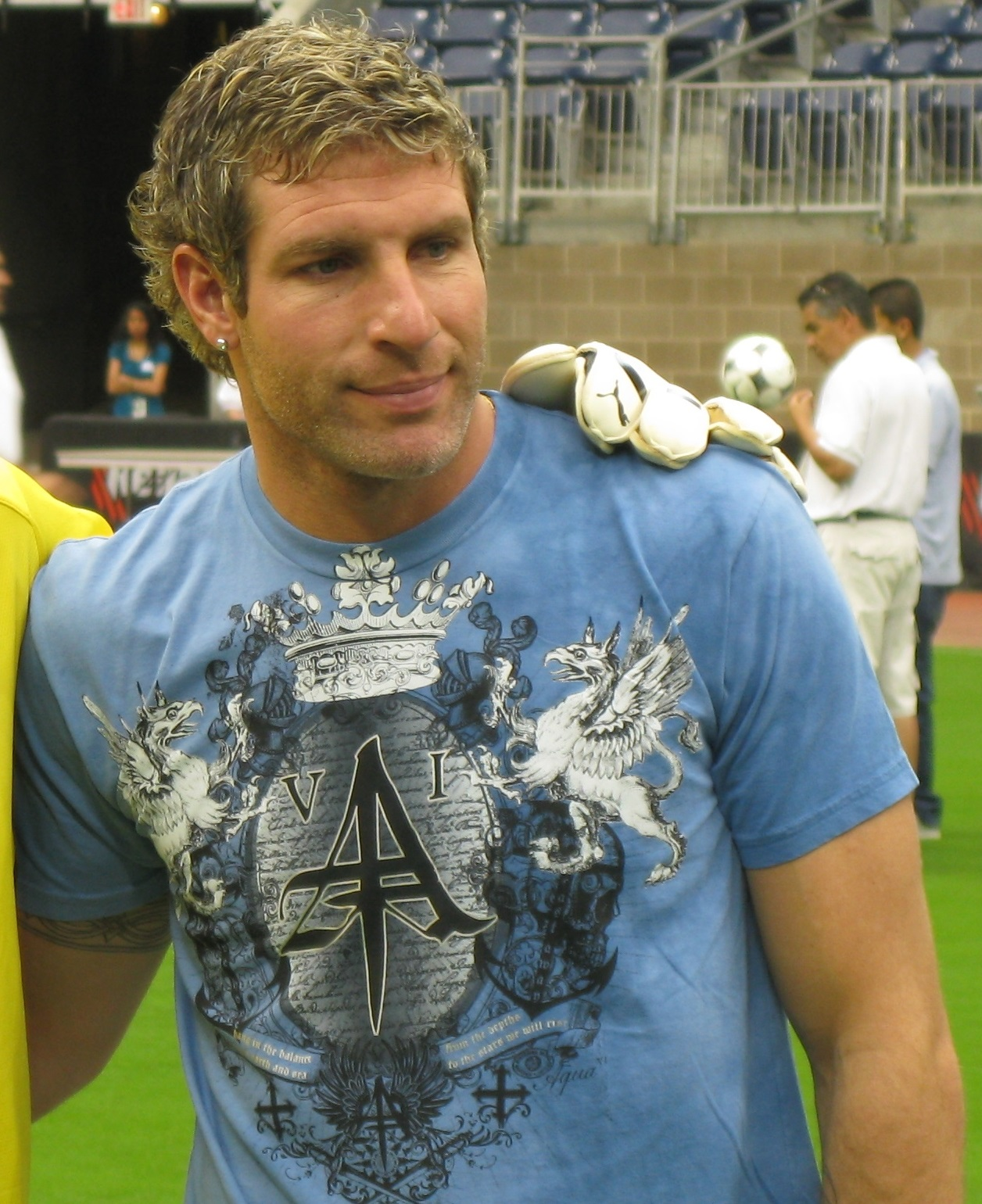
Bajo las órdenes de Bianchi, el delantero Martín Palermo obtuvo el récord de más goles marcados en un torneo corto, con 20 tantos en 19 partidos.

#### Bicampeón nacional y retorno a la Libertadores (1998-1999)
Dispuesto a llevar a Boca de nuevo a conquistar la liga nacional luego de seis años de sequía, Bianchi ya tenía decidido su 11 titular para la temporada: el arquero colombiano Óscar Córdoba -quien venía de ser muy discutido-, la zaga central con Walter Samuel y Jorge Bérmudez, los laterales Rodolfo Arruabarrena y Hugo Ibarra; el mediocampo con el "5" Mauricio Serna, los volantes Basualdo y Diego Cagna, y el tridente ofensivo compuesto por un joven Juan Román Riquelme -a quien Bianchi lo colocó como principal comandante del juego y a quien asignó el número 10-, el extremo Guillermo Barros Schelotto y el delantero Martín Palermo. Bianchi les comentó a los tres atacantes: "ustedes serán titulares durante todo el torneo, depende de ustedes si seguirán siéndolo para la siguiente temporada". Su primer partido oficial fue el 9 de agosto de 1998 en una victoria por 4 a 2 ante Ferro de visitante por el Torneo Apertura, en donde Boca terminaría arrasando, coronándose como campeón invicto, con Palermo teniendo una actuación histórica en el campeonato, logrando el récord de marcar 20 goles, la máxima cantidad en torneos cortos.
En el Clausura, a pesar de sufrir alguna bajas por lesión, el club logra 40 partidos invicto, marcando un récord histórico para Boca, superando la marca de Racing de 39 partidos,y volvió a lograr el bicampeonato nacional luego de una derrota de su perseguidor, River.

#### Primera Triple Corona (2000)
Boca regresaba a la Libertadores tras seis años de ausencia, y en su debut fue una sorpresiva derrota ante el Blooming de Bolivia. Sin embargo, el equipo mejoraría y pasaría de ronda. Mientras tanto, por el Torneo Clausura, la rotación del equipo hace que el River del Tolo Gallego, liderados por Pablo Aimar y Javier Saviola, acabe llevándose el campeonato. En cuartos de final, Boca debe enfrentarse a los Millonarios por un pase a semifinales, en una final anticipada en todo sentido. El primer partido en El Monumental es derrota por 2 a 1. La vuelta, disputada el 24 de mayo, se convertiría en uno de los partidos más míticos de la historia de Boca. Luego de empatar en el primer tiempo, Bianchi anima al equipo a continuar atacando, mientras que River, que había utilizado a los jugadores titulares unos días anteriores, empezó a notar el cansancio. El primer gol llegó tras un pase de Riquelme y un gol de Marcelo Delgado, fichado a principios de año, a los 59 minutos. Con necesidad de convertir otro para lograr la clasificación, Bianchi hace regresar a Martín Palermo a los campos tras seis meses de ausencia por lesión. Tras hacerse pública su convocatoria, Gallego comentó en la rueda de prensa previa al partido: "si Bianchi lo pone a Palermo, yo lo pongo al Enzo". Faltando seis minutos para terminar el partido, River comete penal sobre Sebastián Battaglia que Riquelme convierte. Tan solo dos minutos después, Palermo logra sorpresivamente convertir el tercer gol que selló la clasificación de Boca a semifinales, con el gol siendo denominado en los medios como "El Muletazo". En semifinales, Boca choca contra el América mexicano de Cuauhtémoc Blanco y José Calderón. En La Bombonera los argentinos golearon 4 a 1, pero en la vuelta, esta vez con la presencia de Blanco, los mexicanos empataron la serie goleando 3 a 0. En los minutos finales, un cabezazo de Samuel tras un córner de Riquelme logra que Boca regrese a la final tras 22 años de ausencia. La final ante el Palmeiras, disputada el 14 y 21 de junio, acabó en empate 2 a 2; en la definición por penales, Córdoba fue clave atajando dos penales. La definición de Bermúdez le dio a Boca su tercera Copa Libertadores luego de 22 años sin poder ganarla, y la segunda en el palmarés personal de Bianchi, que iba a competir otra vez a Tokio por el campeonato del mundo.
Ya en el segundo semestre, Boca consiguió el Torneo Apertura tras ganarle a San Lorenzo por 1 a 0 en La Bombonera. El 28 de noviembre, Boca fue a disputar la Copa Intercontinental, ante ni más ni menos que el Real Madrid de Vicente del Bosque y liderados por el Balón de Oro Luís Figo y Roberto Carlos. Ya con experiencia en esta instancia, Bianchi preparó a un equipo más motivado que nunca, y en apenas 6 minutos Boca se puso en ventaja por 2 a 0 con dos goles de Martín Palermo. El descuento de los madrileños fue de Roberto Carlos apenas unos minutos después. Pero Boca aguantó el resultado todo el partido y la presencia de Riquelme fue fundamental para proteger el resultado. Así, Boca volvía a consagrarse campeón del mundo y Bianchi llevaba a otro club a convertirse en el mejor equipo del mundo.

#### Bicampeón de Libertadores, derrota en Intercontinental y primera marcha (2001)
Luego del año perfecto del equipo, Bianchi buscó competir otra vez en Copa Libertadores. Sin embargo, la marcha de Palermo, Arruabarrena, Cagna y Samuel debilitaron al equipo. Debido a esto Boca quedó lejos de la lucha por el Torneo Clausura, aunque le propinó un 3 a 0 a River en La Bombonera con el mítico festejo del "Topo Gigio" de Riquelme. En la Libertadores Boca logró llegar de vuelta a la final, tras dejar en el camino a Junior, Vasco Da Gama y al último finalista, Palmeiras. En la final Boca enfrentó al Cruz Azul de Francisco Palencia. En la ida el xeneize apenas se impuso por 1 a 0 con un gol de Delgado sobre los minutos finales. En la vuelta esta vez el resultado a favor fue de los mexicanos y el partido acabó en penales donde nuevamente Boca acabó ganando gracias a la extraordinaria actuación de Óscar Córdoba. Esto significó la cuarta Libertadores para el equipo argentino, y la tercera para Carlos Bianchi. Por segunda vez consecutiva, Bianchi llevaba a otro equipo argentino a disputar el campeonato del mundo, convirtiéndose en el entrenador argentino con más presencias en la competencia, con tres.

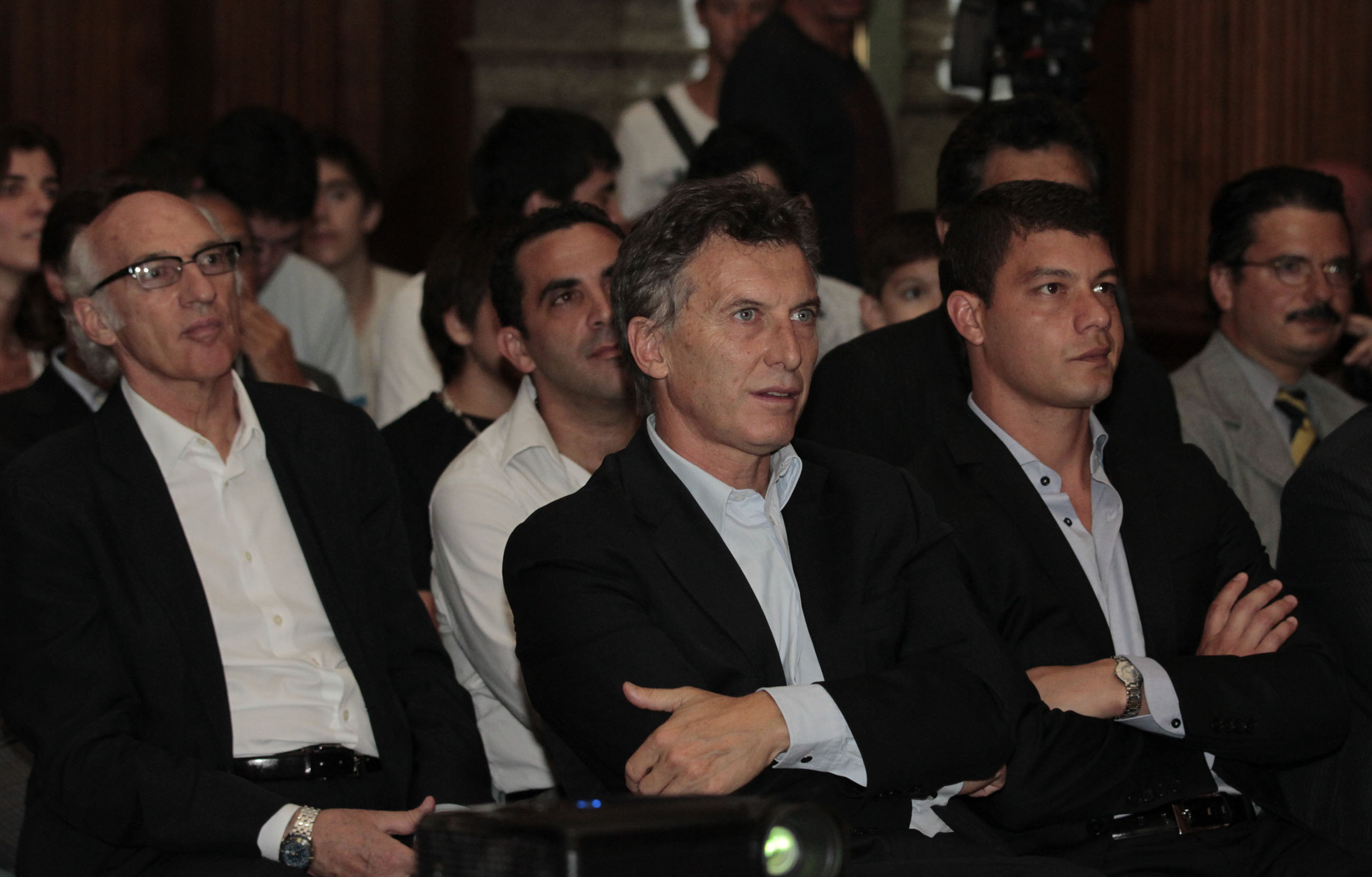
El presidente de Boca, Mauricio Macri, mantuvo una dura confrontación con Bianchi y sus jugadores a fines del ciclo de este último.

El 27 de noviembre, Boca regresaba a competir en Tokio la final de la Copa Intercontinental. Esta vez, enfrente estaba el Bayern Múnich de Oliver Kahn. En un partido en que se destacaron las constantes faltas del conjunto alemán, y la expulsión del Chelo Delgado, el Bayern logró llevarse la ventaja en un confuso gol de Samuel Kuffour, y Bianchi no pudo repetir la hazaña. Culpa de las decepcionantes campañas del equipo a nivel local, y a la venta de varias piezas claves del equipo, varios rumoreaban que Bianchi no iba a continuar en Boca ya que su contrato acababa a fin de año. El punto de inflexión de este caso fue cuando el entrenador estaba dando una habitual conferencia de prensa post-partido, cuando el presidente del club, Mauricio Macri, apareció en la habitación y se sentó para conversar con el entrenador frente a los periodistas que estaban presentes. Luego de varios intercambios en el que Macri le insistía en que le dé explicaciones de porqué había tomado esa decisión, Bianchi abandonó la habitación sin más y se despidió de los periodistas, claramente frustrado por la actitud del presidente. Al finalizar el Clausura, Bianchi no continuó a cargo del club y fue sustituido por Óscar Tabárez.
“Gracias por haberme dado tantas alegrías en estos tres años y medio como técnico de Boca Juniors, en los cuales ganamos tres títulos nacionales y tres internacionales. Vendrá otro técnico, pero usted es irremplazable. Y estoy segura que en 2003 estará otra vez pisando el césped de esta querida Bombonera.” Carta de un aficionado de Boca tras la ida de Bianchi. 2001.

### Segundovirreinatoen Boca Juniors (2003-2004)
Luego de su salida del club de la Ribera, Bianchi recibió muchas ofertas de equipos, tanto de selecciones como la de México o Chile, o clubes como el F. C. Barcelona, PSG o Palmeiras. Sin embargo, el entrenador decidió pasar todo el año 2002 junto a su familia, comentando el Mundial de Corea-Japón para la televisión mexicana. Mientras tanto, Boca Juniors sufría la ausencia del director técnico, quedando eliminado en cuartos de final en la Libertadores y fracasando a nivel local perdiendo los dos torneos del año en las últimas fechas ante River e Independiente, respectivamente. En medio, se concretaba el fichaje de Juan Román Riquelme al Barcelona.

#### Segunda Triple Corona (2003)

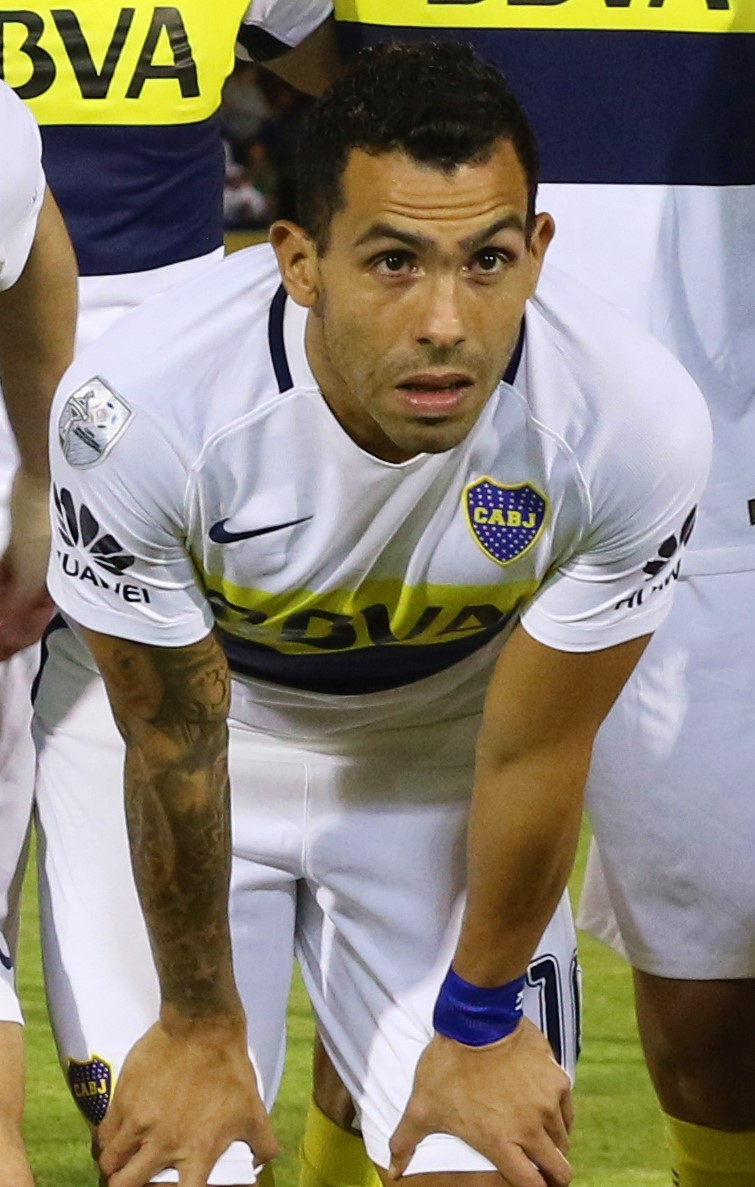
El canterano Carlos Tevez debutó con Bianchi, y bajo su mandato, ganó el premio al futbolista sudamericano del año en 2003 y 2004.

En las vacaciones del 2003, Bianchi acordó regresar a Boca Juniors luego de que Macri hiciera caso a las constantes exigencias de la hinchada xeneize a que vuelva el laureado entrenador. Junto a él se produjo el regreso de Diego Cagna, baluarte y capitán de su primer ciclo. Debutó oficialmente el 16 de febrero por el Clausura en una victoria 2 a 0 a Nueva Chicago. Durante el primer semestre, Bianchi estaba decidido a reconquistar la Copa Libertadores. Peleó el torneo local pero a último momento el equipo decayó y River lo acabó ganando. En el plano internacional, ganó los primeros tres partidos, pero luego un par de empates y una caída sobre la hora de forma inesperada el equipo pasó como segundo de grupo. Y en octavos de final el humilde Paysandú brasileño gana en La Bombonera. Sin embargo, en Brasil, con un triplete de Guillermo Barros Schelotto Boca gana 4-1 y a partir de ahí se hace imparable: elimina a Cobreloa y a América de Cali y reedita la final de 1963 ante el Santos. El equipo arrasa al conjunto brasileño con un magnífico 5-1 y Boca vuelve a coronarse como el mejor equipo de América de manera apabullante.
Por el segundo semestre, Bianchi se hace con el enganche brasileño Pedro Iarley, proveniente de aquel Paysandú que sorprendió al entrenador argentino cuando ganó en La Bombonera. A pesar de la marcha de Ibarra y Delgado, el equipo gana el Torneo Apertura de punta a punta, consagrándose un par de fechas antes en cancha de Racing. En vísperas de reeditar un año perfecto, Bianchi volvió a preparar un equipo competitivo en Yokohama ante el Milan de Carlo Ancelotti, liderados por Andriy Shevchenko y Andrea Pirlo. Los italianos golpearon primero con un gol de Jon Dahl Tomasson, pero el xeneize empata rápidamente a través de Matías Donnet. En otro planteo táctico perfecto de Bianchi, Boca fuerza a los penales, una especialidad durante el ciclo del Virrey. Roberto Abbondanzieri se luce en la tanda, atajando a Pirlo y a Alessandro Costacurta, sumado a un penal errado por Clarence Seedorf. Raúl Cascini anota el definitivo y le da la tercera Copa Intercontinental a Boca, quien se convierte en el equipo con más campeonatos mundiales junto a Real Madrid, Peñarol, Nacional y Milan. Bianchi se convierte en el entrenador más ganador de la historia de la Copa Libertadores, con 4 ediciones ganadas (1994, 2000, 2001 2003).

#### Retorno a la final de la Libertadores y segunda marcha (2004)

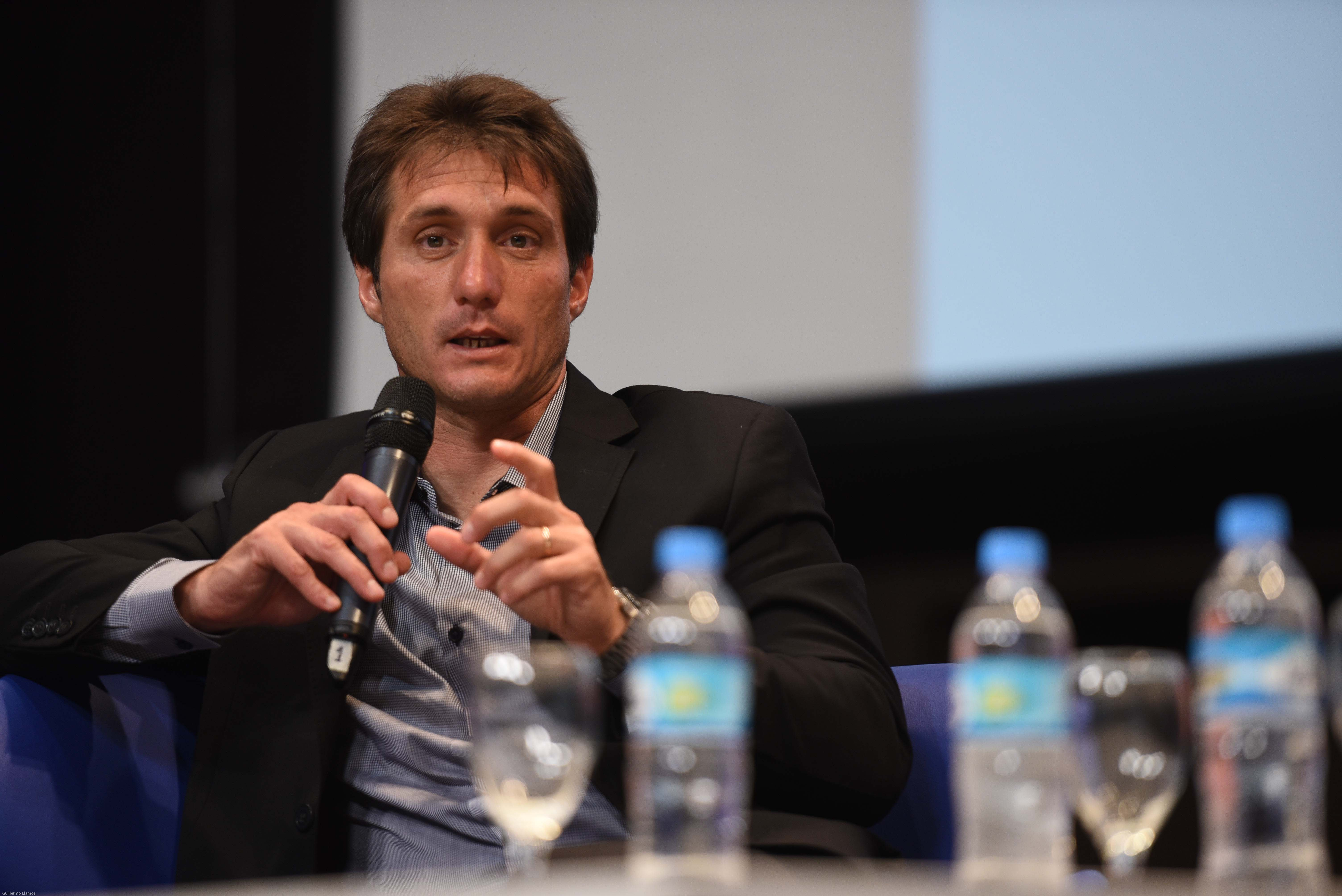
Guillermo Barros Schelotto, otra de las figuras potenciadas por Bianchi, fue clave para el pase a la final de la Libertadores 2004.

Bianchi tiene como objetivo mantener el rendimiento obtenido el año anterior. Sin embargo, por el Torneo Clausura, no logra el bicampeonato por el desgaste de la Copa y una derrota ante River, quien acaba llevándose el torneo. Aun así, Bianchi mantiene su mística en la Libertadores, que a pesar de debutar con derrota, logra pasar como cabeza de grupo. En octavos de final deja en el camino a Sporting Cristal, y en cuartos a Sao Caetano. En semifinales, se repite una final anticipada ante River, esta vez dirigidos por Leonardo Astrada y liderados por Marcelo Gallardo. En la ida en La Bombonera, el partido se vuelve muy polémico y Gallardo y Cascini son expulsados de forma prematura, aumentado la tensión y las peleas entre los jugadores. Boca gana con lo justo, a través de un cabezazo de Rolando Schiavi. En el partido de vuelta en El Monumental, se producen uno de los partidos más míticos en la historia del fútbol argentino. En el primer tiempo, Boca logra aguantar el ataque en tromba de River. En el segundo tiempo, es expulsado el colombiano Fabián Vargas y Boca queda en desventaja con un gol de River por parte de Luis González. Faltando pocos minutos, la actuación de Guillermo Barros Schelotto se vuelve fundamental, logrando la expulsión de Rubens Sambueza, sumado a la lesión de Ricardo Rojas, quedando River con 9 jugadores. Bianchi hace ingresar al juvenil Franco Cángele, que le da un pase a Carlos Tévez para empatar el partido y darle el pase a la final a los xeneizes. Sin embargo, un gol sobre el final de Cristian Nasuti fuerza a los penales. Otra vez, el "Pato" Abbondanzieri es figura y logra atajarle un penal a Maximiliano López, con Javier Villarreal convirtiendo el penal definitivo y sellando el pase de Boca a la final, y convirtiendo a Bianchi como el entrenador con más finales disputadas en la historia de la Copa Libertadores. A pesar de la ilusión de lograr otro bicampeonato, Boca cae contra todo pronóstico ante un histórico Once Caldas, que logra vencer en los penales (que habían sido una especialidad para todo el ciclo Bianchi) a un Boca que no logró acertar ninguno. En una conferencia post-partido, Bianchi dio a entender que podía dejar al equipo:
"Tenemos el lógico disgusto de no haber ganado, y los que practican deportes saben que no se puede ganar siempre. El técnico de Los Angeles Lakers (equipo de la NBA) Phil Jackson perdió su primera final y parece que tiene ganas de dejar."
Asimismo, Bianchi admitió no haber recibido la medalla de subcampeón, puesto que no sabía que había medallas para los segundos debido a que era la primera vez que perdía una final de Copa.
Desilusionado por no haber logrado otro bicampeonato, y cansado mentalmente por todo lo logrado, Carlos Bianchi decide renunciar a su cargo en el invierno del 2004, aludiendo como excusa que era "lo mejor para el club". Así, terminaba su segundo ciclo en Boca habiendo dirigido 277 partidos, con 153 victorias, 78 empates y 56 derrotas, y con la conquista de 9 títulos, colocándolo como el entrenador más exitoso en la historia del Club Atlético Boca Juniors.

### Regreso a Boca como Mánager (2010)
Previo paso en la conducción técnica del Atlético de Madrid de España en la temporada 2005/06, en enero de 2009 regresa al club Boca Juniors en el cargo de Mánager. Ya había desempeñado este cargo en el Paris FC en 1991 y 1992.
Su labor era encargarse del Departamento de Fútbol del club y por ende, de todas sus divisiones. Ante la renuncia de Alfio Basile, el 22 de enero de 2010, el club xeneize le propone asumir como entrenador, pero Bianchi declinaría la propuesta; paralelamente, surgió en los medios de comunicación el rumor de que Bianchi podría abandonar su puesto a causa de los problemas personales que pasaba el plantel y los resultados negativos en los partidos. Bianchi declara que su puesto debía ser respetado y que se mantendría hasta el mes de junio de 2010. Sin embargo, ante supuestas insistencias por parte de la dirigencia de Boca -incluyendo un aparente ultimátum-, Bianchi decide renunciar el 25 de enero de 2010. lo cual fue comunicado por el presidente del Club, Jorge Amor Ameal.

### Su tercer ciclo como técnico de Boca Juniors (2013-2014)
Cada vez que un timonel era despedido, dimitía o finalizaba su contrato, el Virrey aparecía en carpeta, pero por razones desconocidas rechazó varias veces el puesto, finalmente, luego de que el presidente de Boca Juniors, Daniel Angelici, decidiera escuchar el reclamo de los hinchas, anunció el 10 de diciembre de 2012 la no renovación contractual del entonces entrenador Julio César Falcioni para ir en búsqueda del retorno del entrenador más exitoso de la historia Xeneize, hecho que ocurriría el 17 de diciembre de 2012. Luego de varias reuniones, aceptaría la oferta de Club Atlético Boca Juniors que lo ligará al club por 3 años, comenzando, el día 5 de enero de 2013, su tercer ciclo en la institución.
El primer partido oficial, que también marcaba su regreso a La Bombonera, se produce el 9 de febrero de 2013 con un triunfo de Boca por 3 - 2 sobre Quilmes, dando vuelta un resultado que comenzó siendo adverso. Luego no sumaría de a 3 puntos por los siguientes 12 partidos, y terminaría ante-último a 1 punto de Unión el Torneo Final, sumando solamente 18 unidades. A pesar del mal andar en el Torneo Final 2013, el club xeneize, al mando de Bianchi, lograría ubicarse entre los 8 mejores equipos del continente, al alcanzar los cuartos de final de la Copa Libertadores al vencer en el duelo correspondiente a los Octavos de final al Corinthians brasileño, campeón defensor, por un marcador de 1 a 0 y lograr un valioso empate en la vuelta, en condición de visitante. Pese a eliminar al candidato más fuerte que tenía la competición en aquel momento, el equipo de la ribera no podría avanzar a Semifinales ya que caería contra Newell's Old Boys en la tanda de penales tras los resultados de ida y vuelta que terminaron 0-0.
Pese a haber sido un semestre sin títulos y el hecho de haber salido ante-último, Carlos Bianchi continuó en su cargo contando con el unánime apoyo popular del público Xeneize, comenzando así un semestre donde tendría una sola competencia, el Torneo Inicial 2013, en la fecha 10, le ganó 1-0 a River Plate en el "Monumental". Sus dirigidos no serían campeones y acabarían el torneo en la posición 7°, cerrando así la primera mitad de la temporada y preparándose para afrontar un nuevo torneo corto, el Torneo Final 2014.
En el Torneo Final 2014 finaliza en la 2° colocación, ubicándose debajo de River Plate. Debido a la buena campaña obtiene un boleto para la próxima Copa Sudamericana 2014, y finaliza en la 2° colocación de la tabla general del Campeonato de Primera División 2013/14. El 28 de agosto de ese mismo año, luego de 3 derrotas y una victoria ajustada, Daniel Angelici tomó la decisión de destituir a Bianchi de la dirigencia del plantel de primera división.

## Estilo táctico
Lo primordial de la mayoría de los equipos dirigidos por Bianchi era que fueran ordenados tácticamente y compactos en todas las líneas. Sus formaciones variaban entre la cantidad de mediocampistas, ya que a veces paraba un rocoso 4-4-2 con dos volantes por fuera, o un 4-3-1-2, con un jugador que ejercía como enganche para darle más flujo de juego al equipo. Era un excelente preparador de pelota parada, que se convirtió en una de sus armas más letales para la ofensiva.
En Vélez jugaba primordialmente un 4-4-2, con un estilo de ataque directo. Pompei se destacó como uno de los mejores lanzadores durante su época, quien desde la izquierda filtraba varios balones para que su doble punta, constituida en su mayor parte por el Turco Asad y el Turu Flores, lograra conectar a través de constantes desmarques. El ataque era primordialmente por las bandas, mientras que en la defensiva osaba el repliegue, formando dos líneas rígidas de cuatro jugadores compactos para neutralizar el juego del rival y reducir las oportunidades de gol.

Alineación de Boca ante Real Madrid en la Intercontinental 2000.

Durante su primera etapa en Boca Juniors, Bianchi implementó un 4-3-1-2 para aprovechar la figura de su joven estrella, el enganche Juan Román Riquelme, quien se convertiría en el conductor del equipo para el ataque. El resto de mediocampistas estaba formado por un mediocampista defensivo tapón (El Chicho Serna), y dos volantes que mantenían el equilibrio del equipo al ser jugadores tácticamente inteligentes y sacrificados (Sebastián Battaglia y Diego Cagna). El ataque estaba conformado principalmente por un nueve de área (Martín Palermo) y un extremo habilidoso que se desmarcaba constantemente y centraba para el remate del delantero central (Guillermo Barros Schelotto y Marcelo Delgado). En la faceta defensiva, Boca se replegaba utilizando la ayuda de sus volantes por las bandas y de su mediocampista tapón por el centro. El delantero centro y el segunda punta presionaban al resto, mientras que el número 10 merodeaba el mediocampo para poder lanzar a los delanteros o mantener el juego del equipo al recuperar la posesión. Fue así como Boca se le plantó al Real Madrid durante la final de la Copa Intercontinental 2000 y como logró ganarle 2 a 1. Ya en su segunda etapa, y sin Riquelme, Bianchi optó más entre el 4-4-2 y el 4-3-3, formando un trío en ataque conformado por Guillermo Barros Schelotto, el Chelo Delgado, y la joven promesa Carlos Tévez, que podía desempeñarse tanto como un enganche, como un segunda punta o un extremo.
Uno de los mayores puntos de fuertes de Bianchi como entrenador era su gran gestión de plantilla y grupo. Su principal filosofía era "decirles las cosas a los jugadores de manera simple y sin complicarles la vida". Tenía una fuerte personalidad en el vestuario que le trasmitía tranquilidad a sus jugadores en las citas importantes. Riquelme lo describió años más tarde, diciendo que "estaba más contento el jugador que era suplente que el que jugaba. Lograba mantener contentos a todos en la plantilla".[cita requerida] Era un excelente motivador, y contó con curiosos métodos para poder exprimir lo mejor de sus jugadores en partidos claves.

## Estadísticas

### Como jugador

#### Clubes
| Vélez Sarsfield Argentina | 1.ª             | M-1967          | 2   | 0   | -  | -  | - | - | 2   | 0   | 0.00 |
| Vélez Sarsfield Argentina | 1.ª             | N-1967          | 1   | 0   | -  | -  | - | - | 1   | 0   | 0.00 |
| Vélez Sarsfield Argentina | 1.ª             | M-1968          | 7   | 2   | -  | -  | - | - | 7   | 2   | 0.28 |
| Vélez Sarsfield Argentina | 1.ª             | N-1968          | 11  | 7   | -  | -  | - | - | 11  | 7   | 0.63 |
| Vélez Sarsfield Argentina | 1.ª             | M-1969          | 15  | 5   | -  | -  | - | - | 15  | 5   | 0.33 |
| Vélez Sarsfield Argentina | 1.ª             | N-1969          | 12  | 12  | -  | -  | - | - | 12  | 12  | 1.00 |
| Vélez Sarsfield Argentina | 1.ª             | M-1970          | 3   | 2   | -  | -  | - | - | 3   | 2   | 0.67 |
| Vélez Sarsfield Argentina | 1.ª             | N-1970          | 20  | 18  | -  | -  | - | - | 20  | 18  | 0.90 |
| Vélez Sarsfield Argentina | 1.ª             | M-1971          | 36  | 36  | -  | -  | - | - | 36  | 36  | 1.00 |
| Vélez Sarsfield Argentina | 1.ª             | N-1971          | 10  | 6   | -  | -  | - | - | 10  | 6   | 0.60 |
| Vélez Sarsfield Argentina | 1.ª             | M-1972          | 26  | 16  | -  | -  | - | - | 26  | 16  | 0.61 |
| Vélez Sarsfield Argentina | 1.ª             | N-1972          | 11  | 11  | -  | -  | - | - | 11  | 11  | 1.00 |
| Vélez Sarsfield Argentina | 1.ª             | M-1973          | 11  | 6   | -  | -  | - | - | 11  | 6   | 0.54 |
| Vélez Sarsfield Argentina | Total 1.ª etapa | Total 1.ª etapa | 165 | 121 | 0  | 0  | 0 | 0 | 165 | 121 | 0.73 |
| Stade de Reims Francia | 1.ª             | 1973-74         | 33  | 30  | 8  | 8  | - | - | 41  | 38  | 0.92 |
| Stade de Reims Francia | 1.ª             | 1974-75         | 16  | 15  | -  | -  | - | - | 16  | 15  | 0.93 |
| Stade de Reims Francia | 1.ª             | 1975-76         | 38  | 34  | 5  | 5  | - | - | 43  | 39  | 0.90 |
| Stade de Reims Francia | 1.ª             | 1976-77         | 37  | 28  | 7  | 10 | - | - | 44  | 38  | 0.86 |
| Stade de Reims Francia | Total 1.ª etapa | Total 1.ª etapa | 124 | 107 | 20 | 23 | 0 | 0 | 144 | 130 | 0.90 |
| París Saint-Germain Francia | 1.ª             | 1977-78         | 38  | 37  | 3  | 2  | - | - | 41  | 39  | 0.95 |
| París Saint-Germain Francia | 1.ª             | 1978-79         | 36  | 27  | 3  | 5  | - | - | 39  | 32  | 0.82 |
| París Saint-Germain Francia | Total equipo    | Total equipo    | 74  | 64  | 6  | 7  | 0 | 0 | 80  | 71  | 0.88 |
| Racing Estrasburgo Francia | 1.ª             | 1979-80         | 22  | 8   | -  | -  | 3 | 3 | 25  | 11  | 0.44 |
| Racing Estrasburgo Francia | Total equipo    | Total equipo    | 22  | 8   | 0  | 0  | 3 | 3 | 25  | 11  | 0.44 |
| Vélez Sarsfield Argentina | 1.ª             | N-1980          | 9   | 5   | -  | -  | - | - | 9   | 5   | 0.56 |
| Vélez Sarsfield Argentina | 1.ª             | M-1981          | 27  | 6   | -  | -  | - | - | 27  | 6   | 0.22 |
| Vélez Sarsfield Argentina | 1.ª             | N-1981          | 17  | 15  | -  | -  | - | - | 17  | 15  | 0.88 |
| Vélez Sarsfield Argentina | 1.ª             | N-1982          | 16  | 13  | -  | -  | - | - | 16  | 13  | 0.81 |
| Vélez Sarsfield Argentina | 1.ª             | M-1982          | 34  | 16  | -  | -  | - | - | 34  | 16  | 0.47 |
| Vélez Sarsfield Argentina | 1.ª             | N-1983          | 9   | 2   | -  | -  | - | - | 9   | 2   | 0.22 |
| Vélez Sarsfield Argentina | 1.ª             | M-1983          | 30  | 22  | -  | -  | - | - | 30  | 22  | 0.73 |
| Vélez Sarsfield Argentina | 1.ª             | N-1984          | 6   | 2   | -  | -  | - | - | 6   | 2   | 0.33 |
| Vélez Sarsfield Argentina | 1.ª             | M-1984          | 11  | 4   | -  | -  | - | - | 11  | 4   | 0.36 |
| Vélez Sarsfield Argentina | Total 2.ª etapa | Total 2.ª etapa | 159 | 85  | 0  | 0  | 0 | 0 | 159 | 85  | 0.53 |
| Vélez Sarsfield Argentina | Total equipo    | Total equipo    | 324 | 206 | 0  | 0  | 0 | 0 | 324 | 206 | 0.63 |
| Stade de Reims Francia | 2.ª             | 1984-85         | 18  | 9   | 2  | 0  | - | - | 20  | 9   | 0.45 |
| Stade de Reims Francia | Total 2.ª etapa | Total 2.ª etapa | 18  | 9   | 2  | 0  | 0 | 0 | 20  | 9   | 0.45 |
| Stade de Reims Francia | Total equipo    | Total equipo    | 142 | 116 | 22 | 23 | 0 | 0 | 164 | 139 | 0.84 |
| Total carrera | Total carrera   | Total carrera   | 562 | 394 | 28 | 30 | 3 | 3 | 593 | 427 | 0.72 |
| (1) Incluye datos de la Copa de Francia. (2) Incluye datos de la Copa de Campeones de Europa. (3) No se consideran goles en encuentros amistosos. |                 |                 |     |     |    |    |   |   |     |     |      |

#### Selección nacional
| Selección | Año   | Amistoso | Amistoso | Total | Total |
| Selección | Año   | PJ       | G        | PJ    | G     |
| --------- | ----- | -------- | -------- | ----- | ----- |
| Argentina | 1970  | 1        | 0        | 1     | 0     |
| Argentina | 1971  | 9        | 3        | 9     | 3     |
| Argentina | 1972  | 3        | 3        | 3     | 3     |
| Total     | Total | 13       | 6        | 13    | 6     |

### Como entrenador
| Equipo | Div.                | Temporada           | Torneo de Liga | Torneo de Liga | Torneo de Liga | Torneo de Liga | Torneo de Liga |    | Torneo de Copa* | Torneo de Copa* | Torneo de Copa* | Torneo de Copa* |    | Torneos internacionales** | Torneos internacionales** | Torneos internacionales** | Torneos internacionales** | Torneos internacionales** |    | Otras competiciones*** | Otras competiciones*** | Otras competiciones*** | Otras competiciones*** |     | Totales   | Totales     | Totales | Totales | Totales | Totales | Totales | Totales | Totales |
| Equipo | Div.                | Temporada           | PJ             | PG             | PE             | PP             | Pos.           | PJ | PG              | PE              | PP              | PJ              | PG | PE                        | PP                        | Pos.                      | PJ                        | PG                        | PE | PP                     | PJ                     | PG                     | PE                     | PP  | Puntos    | Rendimiento | GF      | GC      | Dif.    |         |         |         |         |
| --- | ------------------- | ------------------- | -------------- | -------------- | -------------- | -------------- | -------------- | -- | --------------- | --------------- | --------------- | --------------- | -- | ------------------------- | ------------------------- | ------------------------- | ------------------------- | ------------------------- | -- | ---------------------- | ---------------------- | ---------------------- | ---------------------- | --- | --------- | ----------- | ------- | ------- | ------- | ------- | ------- | ------- | ------- |
| Stade de Reims Francia | 2.ª                 | 1985-86             | 34             | 17             | 9              | 8              | 5°             | 1  | 0               | 0               | 1               | -               | -  | -                         | -                         | -                         | -                         | -                         | -  | -                      | 35                     | 17                     | 9                      | 9   | 43/70     | 61.43%      | 50      | 39      | +11     |         |         |         |         |
| Stade de Reims Francia | 2.ª                 | 1986-87             | 34             | 18             | 7              | 9              | 8°             | 9  | 5               | 0               | 4               | -               | -  | -                         | -                         | -                         | -                         | -                         | -  | -                      | 43                     | 23                     | 7                      | 13  | 53/86     | 61.63%      | 62      | 44      | +18     |         |         |         |         |
| Stade de Reims Francia | 2.ª                 | 1987-88             | 34             | 12             | 11             | 11             | 13°            | 9  | 6               | 1               | 2               | -               | -  | -                         | -                         | -                         | -                         | -                         | -  | -                      | 43                     | 18                     | 12                     | 13  | 48/86     | 55.81%      | 59      | 51      | +8      |         |         |         |         |
| Stade de Reims Francia | Total equipo        | Total equipo        | 102            | 47             | 27             | 28             | -              | 19 | 11              | 1               | 7               | -               | -  | -                         | -                         | -                         | -                         | -                         | -  | -                      | 121                    | 58                     | 28                     | 35  | 144/242   | 59.5%       | 171     | 134     | +37     |         |         |         |         |
| OGC Niza Francia | 1.ª                 | 1989-90             | 22             | 7              | 5              | 10             | 18°            | 1  | 0               | 0               | 1               | -               | -  | -                         | -                         | -                         | 2                         | 1                         | 0  | 1                      | 25                     | 8                      | 5                      | 12  | 21/50     | 42%         | 23      | 27      | -4      |         |         |         |         |
| OGC Niza Francia | Total equipo        | Total equipo        | 22             | 7              | 5              | 10             | -              | 1  | 0               | 0               | 1               | -               | -  | -                         | -                         | -                         | 2                         | 1                         | 0  | 1                      | 25                     | 8                      | 5                      | 12  | 21/50     | 42%         | 23      | 27      | -4      |         |         |         |         |
| Vélez Sársfield Argentina | 1.ª                 | 1993-C              | 19             | 10             | 7              | 2              | 1°             | -  | -               | -               | -               | -               | -  | -                         | -                         | -                         | -                         | -                         | -  | -                      | 19                     | 10                     | 7                      | 2   | 27/38     | 71.05%      | 23      | 7       | +16     |         |         |         |         |
| Vélez Sársfield Argentina | 1.ª                 | 1993-A              | 19             | 8              | 7              | 4              | 2°             | 4  | 1               | 1               | 2               | -               | -  | -                         | -                         | -                         | -                         | -                         | -  | -                      | 23                     | 9                      | 8                      | 6   | 26/46     | 56.52%      | 33      | 22      | +11     |         |         |         |         |
| Vélez Sársfield Argentina | 1.ª                 | 1994-C              | 19             | 4              | 7              | 8              | 18°            | -  | -               | -               | -               | 14              | 6  | 5                         | 3                         | 1°                        | -                         | -                         | -  | -                      | 33                     | 10                     | 12                     | 11  | 32/66     | 48.48%      | 38      | 42      | +4      |         |         |         |         |
| Vélez Sársfield Argentina | 1.ª                 | 1994-A              | 19             | 9              | 6              | 4              | 3°             | -  | -               | -               | -               | -               | -  | -                         | -                         | -                         | 1                         | 1                         | 0  | 0                      | 20                     | 10                     | 6                      | 4   | 26/40     | 65%         | 30      | 16      | +14     |         |         |         |         |
| Vélez Sársfield Argentina | 1.ª                 | 1995-C              | 19             | 12             | 4              | 3              | 3°             | -  | -               | -               | -               | 4               | 1  | 3                         | 0                         | 1/4                       | 1                         | 0                         | 0  | 1                      | 24                     | 13                     | 7                      | 4   | 33/48     | 68.75%      | 37      | 18      | +19     |         |         |         |         |
| Vélez Sársfield Argentina | 1.ª                 | 1995-A              | 19             | 13             | 2              | 4              | 1°             | -  | -               | -               | -               | 2               | 0  | 0                         | 2                         | 1/8                       | -                         | -                         | -  | -                      | 21                     | 13                     | 2                      | 6   | 41/63     | 65.08%      | 31      | 19      | +12     |         |         |         |         |
| Vélez Sársfield Argentina | 1.ª                 | 1996-C              | 19             | 11             | 7              | 1              | 1°             | -  | -               | -               | -               | -               | -  | -                         | -                         | -                         | 2                         | 1                         | 1  | 0                      | 21                     | 12                     | 8                      | 1   | 44/63     | 69.84%      | 42      | 18      | +24     |         |         |         |         |
| Vélez Sársfield Argentina | Total equipo        | Total equipo        | 133            | 67             | 40             | 26             | -              | 4  | 1               | 1               | 2               | 20              | 7  | 8                         | 5                         | -                         | 4                         | 2                         | 1  | 1                      | 161                    | 77                     | 50                     | 34  | 229/364   | 62.91%      | 234     | 142     | +92     |         |         |         |         |
| AS Roma · Italia | 1.ª                 | 1996-97             | 26             | 9              | 9              | 8              | 12°            | 1  | 0               | 0               | 1               | 4               | 3  | 0                         | 1                         | 1/16                      | -                         | -                         | -  | -                      | 31                     | 12                     | 9                      | 10  | 45/93     | 48.39%      | 48      | 44      | +4      |         |         |         |         |
| AS Roma · Italia | Total equipo        | Total equipo        | 26             | 9              | 9              | 8              | -              | 1  | 0               | 0               | 1               | 4               | 3  | 0                         | 1                         | -                         | -                         | -                         | -  | -                      | 31                     | 12                     | 9                      | 10  | 45/93     | 48.39%      | 48      | 44      | +4      |         |         |         |         |
| Boca Juniors Argentina | 1.ª                 | 1998-A              | 19             | 13             | 6              | 0              | 1°             | -  | -               | -               | -               | 8               | 3  | 1                         | 4                         | 1/4                       | -                         | -                         | -  | -                      | 27                     | 16                     | 7                      | 4   | 55/81     | 67.9%       | 58      | 29      | +29     |         |         |         |         |
| Boca Juniors Argentina | 1.ª                 | 1999-C              | 19             | 13             | 5              | 1              | 1°             | -  | -               | -               | -               | -               | -  | -                         | -                         | -                         | -                         | -                         | -  | -                      | 19                     | 13                     | 5                      | 1   | 44/57     | 77.19%      | 35      | 11      | +24     |         |         |         |         |
| Boca Juniors Argentina | 1.ª                 | 1999-A              | 19             | 12             | 5              | 2              | 3°             | -  | -               | -               | -               | 6               | 3  | 1                         | 2                         | FG                        | -                         | -                         | -  | -                      | 25                     | 15                     | 6                      | 4   | 51/75     | 68%         | 46      | 20      | +26     |         |         |         |         |
| Boca Juniors Argentina | 1.ª                 | 2000-C              | 19             | 10             | 6              | 3              | 7°             | -  | -               | -               | -               | 14              | 7  | 4                         | 3                         | 1°                        | -                         | -                         | -  | -                      | 33                     | 17                     | 10                     | 6   | 61/99     | 61.62%      | 68      | 33      | +35     |         |         |         |         |
| Boca Juniors Argentina | 1.ª                 | 2000-A              | 19             | 12             | 5              | 2              | 1°             | -  | -               | -               | -               | 8               | 3  | 4                         | 1                         | 1/4                       | 1                         | 1                         | 0  | 0                      | 28                     | 16                     | 9                      | 3   | 57/84     | 67.86%      | 54      | 32      | +22     |         |         |         |         |
| Boca Juniors Argentina | 1.ª                 | 2001-C              | 19             | 8              | 6              | 5              | 3°             | -  | -               | -               | -               | 14              | 9  | 3                         | 2                         | 1°                        | -                         | -                         | -  | -                      | 33                     | 17                     | 9                      | 7   | 60/99     | 60.61%      | 49      | 39      | +10     |         |         |         |         |
| Boca Juniors Argentina | 1.ª                 | 2001-A              | 18             | 9              | 5              | 4              | 3°             | -  | -               | -               | -               | 6               | 1  | 3                         | 2                         | FG                        | 1                         | 0                         | 0  | 1                      | 25                     | 10                     | 8                      | 7   | 38/75     | 50.67%      | 48      | 36      | +12     |         |         |         |         |
| Boca Juniors Argentina | Total 1.ª etapa     | Total 1.ª etapa     | 132            | 77             | 38             | 17             | -              | -  | -               | -               | -               | 56              | 26 | 16                        | 14                        | -                         | 2                         | 1                         | 0  | 1                      | 190                    | 104                    | 54                     | 32  | 366/570   | 64,21%      | 358     | 200     | +158    |         |         |         |         |
| Boca Juniors Argentina | 1.ª                 | 2003-C              | 19             | 12             | 3              | 4              | 2°             | -  | -               | -               | -               | 14              | 10 | 2                         | 2                         | 1°                        | -                         | -                         | -  | -                      | 33                     | 22                     | 5                      | 6   | 71/99     | 71.72%      | 65      | 36      | +29     |         |         |         |         |
| Boca Juniors Argentina | 1.ª                 | 2003-A              | 19             | 11             | 6              | 2              | 1°             | -  | -               | -               | -               | 4               | 1  | 1                         | 2                         | 1/4                       | 1                         | 0                         | 1  | 0                      | 24                     | 12                     | 8                      | 4   | 44/72     | 61.11%      | 36      | 19      | +17     |         |         |         |         |
| Boca Juniors Argentina | 1.ª                 | 2004-C              | 19             | 10             | 6              | 3              | 2°             | -  | -               | -               | -               | 14              | 7  | 4                         | 3                         | 2°                        | -                         | -                         | -  | -                      | 33                     | 17                     | 10                     | 6   | 61/99     | 61.62%      | 53      | 28      | +25     |         |         |         |         |
| Boca Juniors Argentina | Total 2.ª etapa     | Total 2.ª etapa     | 57             | 33             | 15             | 9              | -              | -  | -               | -               | -               | 32              | 18 | 7                         | 7                         | -                         | 1                         | 0                         | 1  | 0                      | 90                     | 51                     | 23                     | 16  | 176/270   | 65,18%      | 154     | 83      | +71     |         |         |         |         |
| Atlético de Madrid · España | 1.ª                 | 2005-06             | 18             | 4              | 8              | 6              | Inc.           | 3  | 2               | 0               | 1               | -               | -  | -                         | -                         | -                         | -                         | -                         | -  | -                      | 21                     | 6                      | 8                      | 7   | 26/63     | 41.27%      | 20      | 20      | 0       |         |         |         |         |
| Atlético de Madrid · España | Total equipo        | Total equipo        | 18             | 4              | 8              | 6              | -              | 3  | 2               | 0               | 1               | -               | -  | -                         | -                         | -                         | -                         | -                         | -  | -                      | 21                     | 6                      | 8                      | 7   | 26/63     | 41.27%      | 20      | 20      | 0       |         |         |         |         |
| Boca Juniors Argentina | 1.ª                 | 2013-F              | 19             | 3              | 9              | 7              | 19°            | 2  | 1               | 0               | 1               | 10              | 4  | 3                         | 3                         | 1/4                       | -                         | -                         | -  | -                      | 31                     | 8                      | 12                     | 11  | 36/93     | 38.71%      | 19      | 36      | -17     |         |         |         |         |
| Boca Juniors Argentina | 1.ª                 | 2013-I              | 19             | 8              | 5              | 6              | 7°             | -  | -               | -               | -               | -               | -  | -                         | -                         | -                         | -                         | -                         | -  | -                      | 19                     | 8                      | 5                      | 6   | 29/57     | 50.88%      | 25      | 24      | +1      |         |         |         |         |
| Boca Juniors Argentina | 1.ª                 | 2014-F              | 19             | 9              | 5              | 5              | 2°             | -  | -               | -               | -               | -               | -  | -                         | -                         | -                         | -                         | -                         | -  | -                      | 19                     | 9                      | 5                      | 5   | 32/57     | 56.14%      | 25      | 15      | +10     |         |         |         |         |
| Boca Juniors Argentina | 1.ª                 | 2014                | 4              | 1              | 0              | 21             | Inc.           | 1  | 0               | 0               | 1               | -               | -  | -                         | -                         | -                         | -                         | -                         | -  | -                      | 5                      | 1                      | 0                      | 4   | 3/15      | 20%         | 2       | 9       | -7      |         |         |         |         |
| Boca Juniors Argentina | Total 3.ª etapa     | Total 3.ª etapa     | 61             | 21             | 19             | 9              | -              | 1  | 0               | 0               | 1               | 10              | 4  | 3                         | 3                         | -                         | -                         | -                         | -  | -                      | 74                     | 26                     | 22                     | 26  | 100/222   | 45,04%      | 71      | 84      | -13     |         |         |         |         |
| Boca Juniors Argentina | Total equipo        | Total equipo        | 250            | 131            | 72             | 47             | -              | 3  | 1               | 0               | 2               | 98              | 48 | 26                        | 24                        | -                         | 3                         | 1                         | 1  | 1                      | 354                    | 181                    | 99                     | 74  | 642/1062  | 60.45%      | 591     | 371     | +220    |         |         |         |         |
| Total en su carrera | Total en su carrera | Total en su carrera | 551            | 265            | 161            | 125            | -              | 31 | 15              | 2               | 14              | 122             | 58 | 34                        | 30                        | -                         | 9                         | 4                         | 2  | 3                      | 713                    | 342                    | 199                    | 172 | 1107/1874 | 59.07%      | 1087    | 738     | +349    |         |         |         |         |
| P = Partidos; G = Ganados; E = Empatados; P = Perdidos; Pos = Posición; GF = Goles Anotados; GC = Goles Recibidos; DG = Diferencia de goles (*) Incluye Copa de Francia, Copa Centenario de la AFA, Copa Italia, Copa del Rey y Copa Argentina. (**) Incluye Copa Libertadores, Supercopa Sudamericana, Copa de la UEFA, Copa Mercosur y Copa Sudamericana. (***) Incluye Promoción, Copa Intercontinental, Recopa Sudamericana y Copa Interamericana. Actualizado el 27 de agosto de 2014. |                     |                     |                |                |                |                |                |    |                 |                 |                 |                 |    |                           |                           |                           |                           |                           |    |                        |                        |                        |                        |     |           |             |         |         |         |         |         |         |         |

## Palmarés

### Como jugador

#### Campeonatos nacionales
| Título           | Equipo          | País      | Año    |
| ---------------- | --------------- | --------- | ------ |
| Primera División | Vélez Sarsfield | Argentina | 1968-N |

#### Distinciones individuales
| Distinción                                                   | Año        |
| ------------------------------------------------------------ | ---------- |
| Máximo goleador de la Primera División (18 goles)            | 1970-N     |
| Máximo goleador de la Primera División (36 goles)            | 1971-M     |
| Máximo goleador de la Ligue 1 (30 goles)                     | 1973-74    |
| Máximo goleador de la Ligue 1 (34 goles)                     | 1975-76    |
| Máximo goleador de la Ligue 1 (28 goles)                     | 1976-77    |
| Máximo goleador de la Ligue 1 (37 goles)                     | 1977-78    |
| Máximo goleador de la Ligue 1 (27 goles)                     | 1978-79    |
| Máximo goleador de la Primera División (15 goles)            | 1981-N     |
| Máximo goleador histórico de Vélez Sarsfield (206 goles)     | Desde 1981 |
| 10° máximo goleador de la historia de la Ligue 1 (179 goles) | Desde 2024 |

### Como entrenador

#### Campeonatos nacionales
| Título           | Equipo          | País      | Año    |
| ---------------- | --------------- | --------- | ------ |
| Primera División | Vélez Sarsfield | Argentina | 1993-C |
| Primera División | Vélez Sarsfield | Argentina | 1995-A |
| Primera División | Vélez Sarsfield | Argentina | 1996-C |
| Primera División | Boca Juniors    | Argentina | 1998-A |
| Primera División | Boca Juniors    | Argentina | 1999-C |
| Primera División | Boca Juniors    | Argentina | 2000-A |
| Primera División | Boca Juniors    | Argentina | 2003-A |

#### Campeonatos internacionales
| Título                       | Equipo          | Sede         | Año  |
| ---------------------------- | --------------- | ------------ | ---- |
| Copa Libertadores de América | Vélez Sarsfield | São Paulo    | 1994 |
| Copa Intercontinental        | Vélez Sarsfield | Tokio        | 1994 |
| Copa Interamericana          | Vélez Sarsfield | Buenos Aires | 1996 |
| Copa Libertadores de América | Boca Juniors    | São Paulo    | 2000 |
| Copa Intercontinental        | Boca Juniors    | Tokio        | 2000 |
| Copa Libertadores de América | Boca Juniors    | Buenos Aires | 2001 |
| Copa Libertadores de América | Boca Juniors    | São Paulo    | 2003 |
| Copa Intercontinental        | Boca Juniors    | Yokohama     | 2003 |

#### Distinciones individuales
| Distinción                                                            | Año  |
| --------------------------------------------------------------------- | ---- |
| Entrenador del año en Sudamérica por El País                          | 1994 |
| Entrenador del año en Sudamérica por El País                          | 1998 |
| Entrenador del año en Sudamérica por El País                          | 2000 |
| Entrenador del año en Sudamérica por El País                          | 2001 |
| Entrenador del año en Sudamérica por El País                          | 2003 |
| Premios Konex de Platino al director técnico de la década (1990-1999) | 2000 |
| Premio World Soccer al mejor entrenador del mundo                     | 2000 |
| Mejor entrenador del mundo por la IFFHS                               | 2000 |
| Mejor entrenador del mundo por la IFFHS                               | 2003 |